# Mario Gargiulo
Mario Gargiulo (Napoli, 1880 – Roma, 30 dicembre 1932) è stato un produttore cinematografico, sceneggiatore e regista cinematografico italiano.

## Biografia
Nacque a Napoli, figlio del proprietario terriero Salvatore Gargiulo e di Amalia Brignole Sale, pronipote della Duchessa di Galliera. Si laureò in Giurisprudenza a Napoli, ma esercitò solo per poco tempo la professione di avvocato.
Nel 1916 si avvicinò al rinascente mondo del cinema muto italiano, che aveva vissuto una prima fase di grande sviluppo tra l'inizio del 1900 e il 1912 per entrare in crisi, in particolare di esportazione, nel quinquennio successivo e che - dopo lo scoppio della prima guerra mondiale e soprattutto dopo la fine del conflitto - ebbe nei dintorni di Napoli, da Bagnoli ai Campi Flegrei, un notevole e vivace sviluppo, sia pure maggiormente limitato al mercato nazionale e alla Francia, che terminò, di fatto, con l'avvento del sonoro. Gargiulo fondò la casa di produzione Flegrea Film che, dopo aver prodotto decine di film, alcuni dei quali di ottimo successo, fu definitivamente distrutta nel (1930) da uno dei tanti incendi che ne caratterizzarono l'esistenza, cosa del resto piuttosto comune, a quei tempi, per le case cinematografiche a causa dell'estrema infiammabilità delle pellicole e della scarsa attenzione alla sicurezza che vigeva in quei pionieristici stabilimenti.
Ebbe anche un'intensa attività di giornalista, collaborando per molti anni a Il Giornale d'Italia. Diresse, inoltre, la rivista bimestrale Il teatro d'Italia, edita a Milano e scrisse numerosi articoli di critica musicale per Italia lirica.
Nel 1932, dopo una breve malattia, si spense a Roma, lasciando la moglie, l'attrice Tina Xeo, e tre figli piccoli.

## Filmografia
- Zingari (1916), co-diretto con Ubaldo Maria Del Colle
- Giovanni Episcopo (1916), tratto dal romanzo omonimo di Gabriele D'Annunzio
- Forse che sì forse che no (1916)
- L'aquila (1916), tratto da un poema di Attilio Colautti e ridotto per lo schermo dalla figlia Ofelia.
- Graziella (1917)
- Una donna (1917), dal dramma omonimo di Roberto Bracco
- Il voto (1918)
- Manon Lescaut (1918)
- È passata una nuvola (1918)
- Mignon (1919)
- Il segreto (1919)
- Sua figlia! (1919)
- L'ultima avventura (1920)
- Luci rosse uscito anche come Un dramma a Porto Barros (1920)
- Il crollo uscito anche come Lumie di Sicilia uscito anche come Sono lo sposo di Teresina (1920)
- Brividi uscito anche come Un salto nel buio (1920)
- Amore e la maschera (1920)
- Che fareste voi? (1921)
- Les adventures de Robinson Crusoe (1921)
- Pulcinella (1922)
- L'incomprensibile (1922)
- Il guazzabuglio (1923)
- Un giorno a Madera (1924)
- Cavalleria rusticana (1924)
- Fra Diavolo (1925)
- Il cavalier Petagna (1926)
- Valle santa (1928)